# زمین‌لرزه ۱۹۸۰ مکزیک مرکزی
زمین‌لرزه مکزیک مرکزی  در تاریخ ۲۴ اکتبر ۱۹۸۰ میلادی، برابر با ‎۲ آبان ۱۳۵۹، ساعت ۱۴:۵۳:۳۵ به زمان یوتی‌سی در مکزیک رخ داد. ژرفای این زلزله ۶۴٫۸ کیلومتر بود، و بزرگی آن ۷٫۱ در مقیاس Mw اعلام شده‌است. زمین‌لرزه به وقت محلی در روز جمعه، ساعت ۸ روی داده و منطقه زمانی آن یوتی‌سی -۶ بوده‌است (با لحاظ تغییر ساعت تابستانی).
سازمان زمین‌شناسی آمریکا نیز رومرکز این زمین‌لرزه را در مختصات ۱۸°۱۲′۴۰″شمالی ۹۸°۱۴′۲۴″غربی / ۱۸٫۲۱۱°شمالی ۹۸٫۲۴°غربی و ژرفای آنرا در ۷۲ کیلومتر گزارش کرده است. بزرگی برگزیدهٔ این سازمان از میان بزرگیهای محاسبه‌شدهٔ مختلف ۷ در مقیاس ریشتر بوده و از دید اثر، در میان چهار دسته‌بندی «نامحسوس»، «محسوس»، «زیان‌آور» یا «با تلفات»، زلزله را «نامحسوس» اعلام کرده‌است.
پروژهٔ «تنسور گشتاور مرکزوار» زاویه‌های (راستا، شیب، ریک) گسل سازندهٔ زمین‌لرزه و صفحه عمود بر آنرا (°۳۱۱، °۲۶، °۶۶-) یا (°۱۰۵، °۶۶، °۱۰۱-) و نوع گسل را «عادی» فرارسانده‌است.
شمار کشتگان زلزله حدود ۶۵ نفر بوده‌است.تعداد زخمیان ۳۰۰ نفر برآورده شده‌است.بی‌خانمان شدگان نیز ۱۵۰۰۰۰ نفر اعلام شده‌است.